# Paris Saint-Germain Handball
Paris Saint-Germain Handball , ex- Paris Handball , é uma equipa de handebol de Paris , França , 11x Campeão do
Campeonato Francês de Handebol em 2012/2013 e entre 2015 até 2024 , o clube também venceu 6x a Copa de França em 2007 , 2014 , 2015,2018,2021,2022.

## História
O clube foi fundado em 1941, como Asnières Sports, tornando-se Paris-Asnières em 1989. Foi nesse ano, quando ele veio handebol estrela francês Jackson Richardson, que era dois anos até que 1991. Juntou-se ao Paris Saint-Germain em 1992 e 2002 quebrou o acordo se tornando o Paris Handball.
Em 2007 foi proclamada pela primeira, e até agora, só o tempo campeão da Copa da França, ganhando 28-21 para Pays d'Aix HB.
Um ano mais tarde, depois de uma derrota para o Dunkerque HB Grande Littoral no último dia, uma queda para a segunda divisão. No entanto, eles voltaram para a elite na temporada 2009-2010 depois de ser coroado campeão, um fato que tem 20 anos antes.

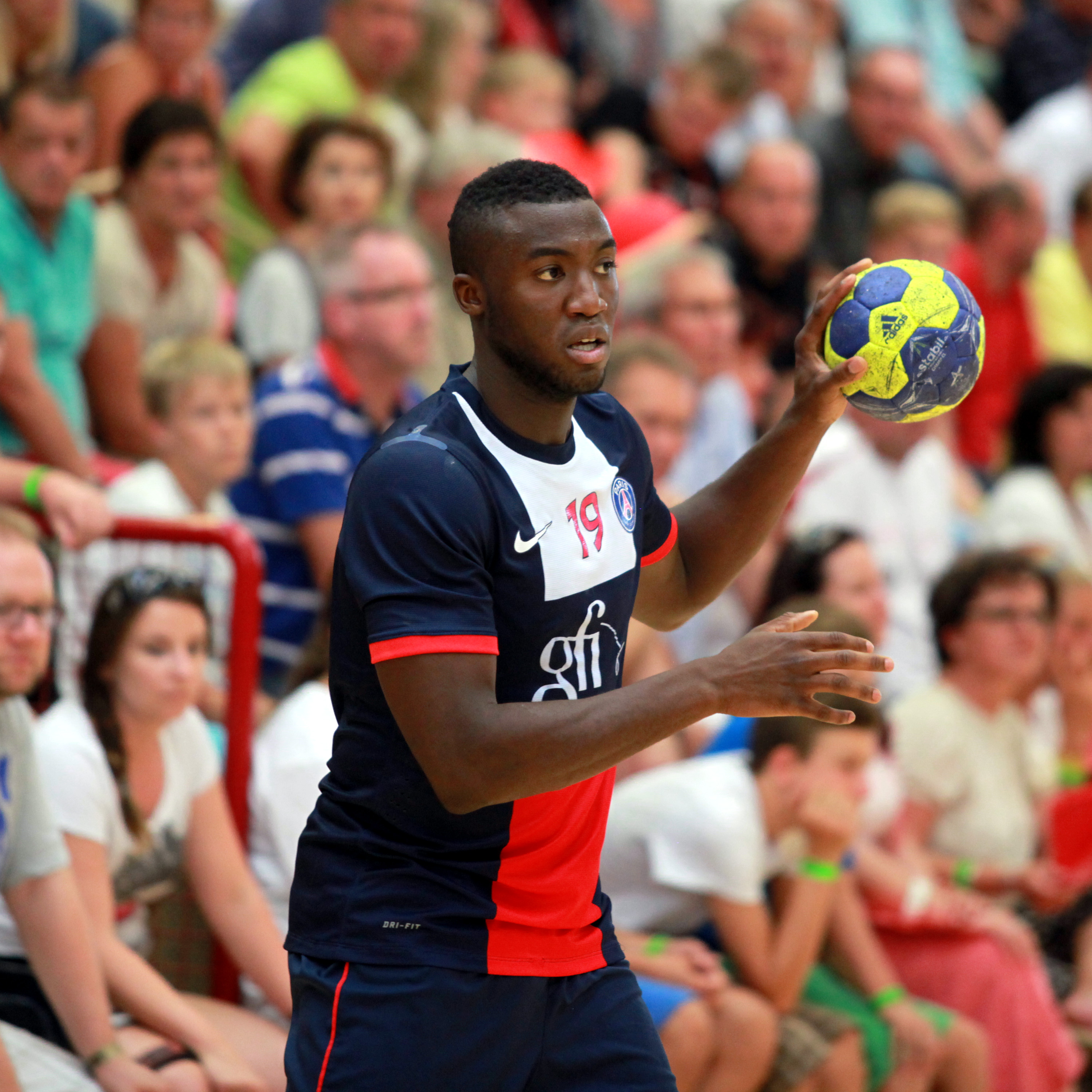
Luc Abalo, uma das primeiras estrelas recrutados pela QSI.

Em Junho de 2012, Qatar Investment Authority tornou-se o dono do clube, sendo também os proprietários do Paris Saint-Germain, juntá-las novamente como já feito em 1992. Naquele verão eles tem grande jogadores como Mikkel Hansen
,Daniel Narcisse,Thierry Omeyer que o colocou líder do campeonato na primeira rodada sem perder um único ponto. Em Dezembro do mesmo ano, chegou a um acordo com a GFI Informatique de usar publicidade na camisa, estrenándola em um jogo contra o HBC Nantes.
Em 27 de abril de 2013, graças à sua vitória sobre Cesson (27-32), PSG Handball torna-se campeão da França pela primeira vez em sua história, porque, com 9 pontos à frente com quatro jogos restantes, Paris não pode a companhia de Montpellier, cinco titular. A temporada tem sido um longo sozinho Paris Saint-Germain rapidamente se tornou um jogo superior e aproveitou os esportes tempestade paris traumatizadas permanentemente com o seu rival Montpellier (30 de setembro de Montpellier move Coubertin em nome do terceiro dia. A pontuação final, 38-24 fala com o Clube de Paris), com o título oito vezes desde 2004.

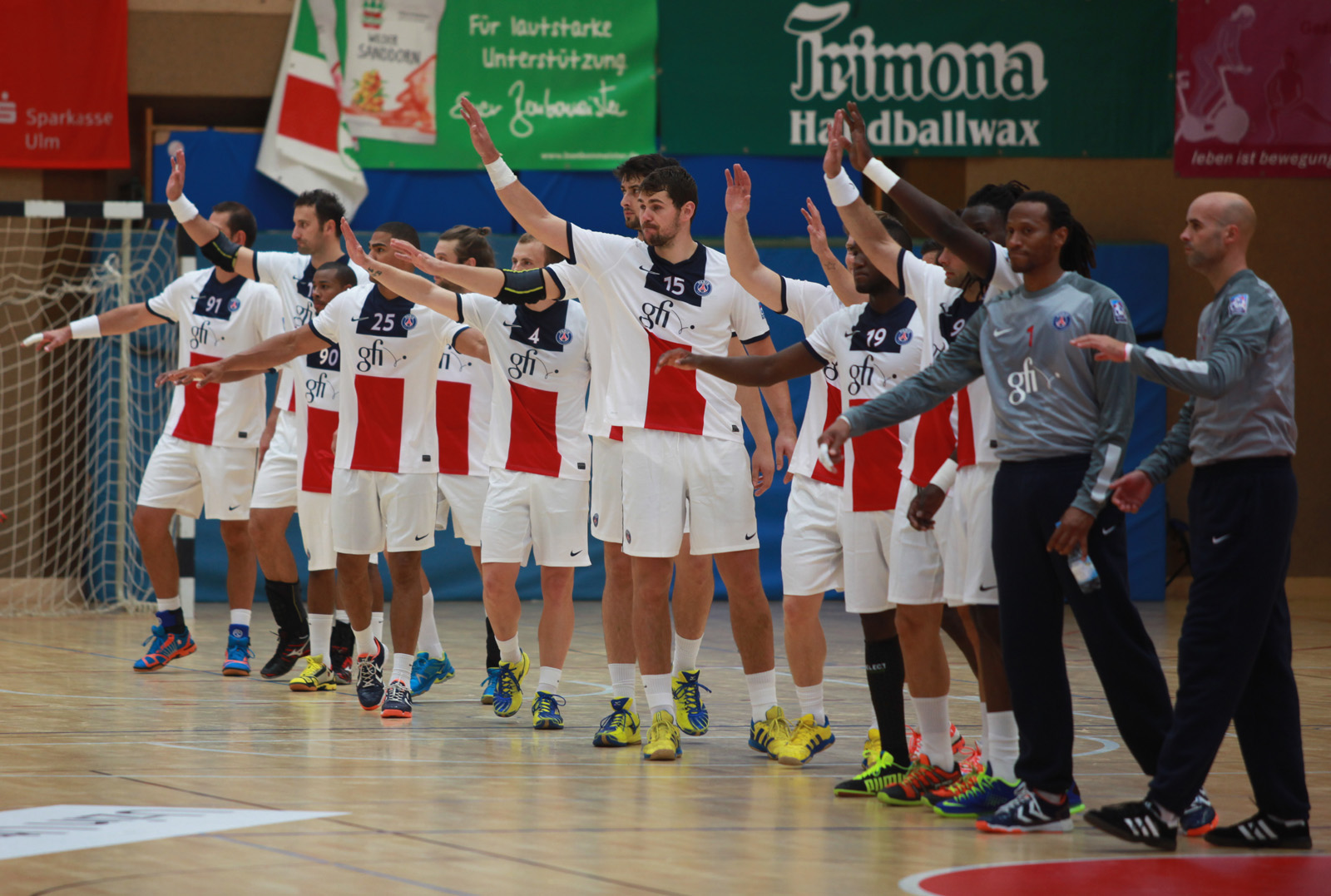
A equipe de Handebol PSG em agosto de 2013.

25 de maio de 2013, o clube da capital caiu de seu pedestal como o Montpellier AHB privou o PSG dobrou, já está garantido para se tornar campeão da Coupe de France pela primeira vez, vencendo a final (35-28 ) a Coupe de France  de handebol de Paris-Bercy. 6 de junho de Paris Saint-Germain terminar sua temporada no Coubertin, com uma vitória contra Tremblay (36-34), os 24 th em 26 dias. Para honrar naquela noite, Didier Dinart , que agora se torna um jovem aposentado terminando assim a sua carreira com o clube da capital. Falhas na Taça da Liga e na final da Copa de França em 2012\2013 manchar um equilíbrio quase perfeito no campeonato com o título e classificação para a próxima Liga dos Campeões . A primeira temporada da era QSI para handball assim terminou com um título nacional.

## Nomes anteriores
- Asnières Sports (1941–1989)
- Paris-Asnières (1989–1992)
- PSG-Asnières (1992–2001)
- Paris Handball (2001–2012)
- Paris Saint-Germain Handball (2012-presente)

‎

## Títulos
Lista atualizada em 2015.

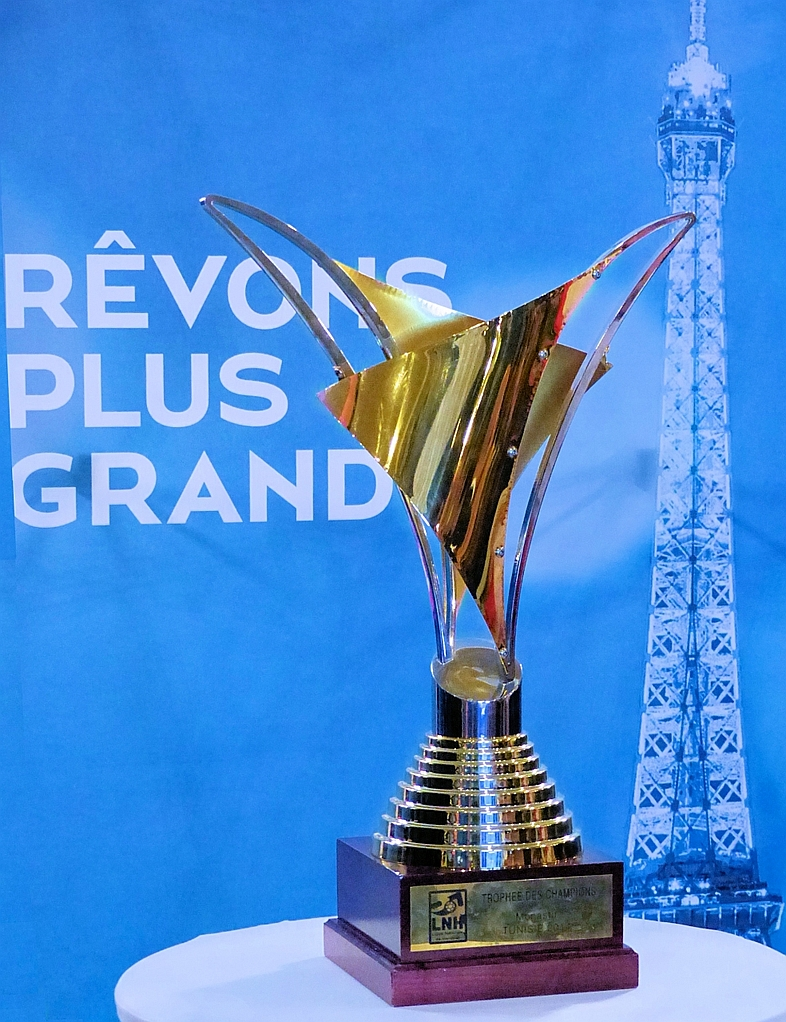
Supercopa da França de Handebol 2014

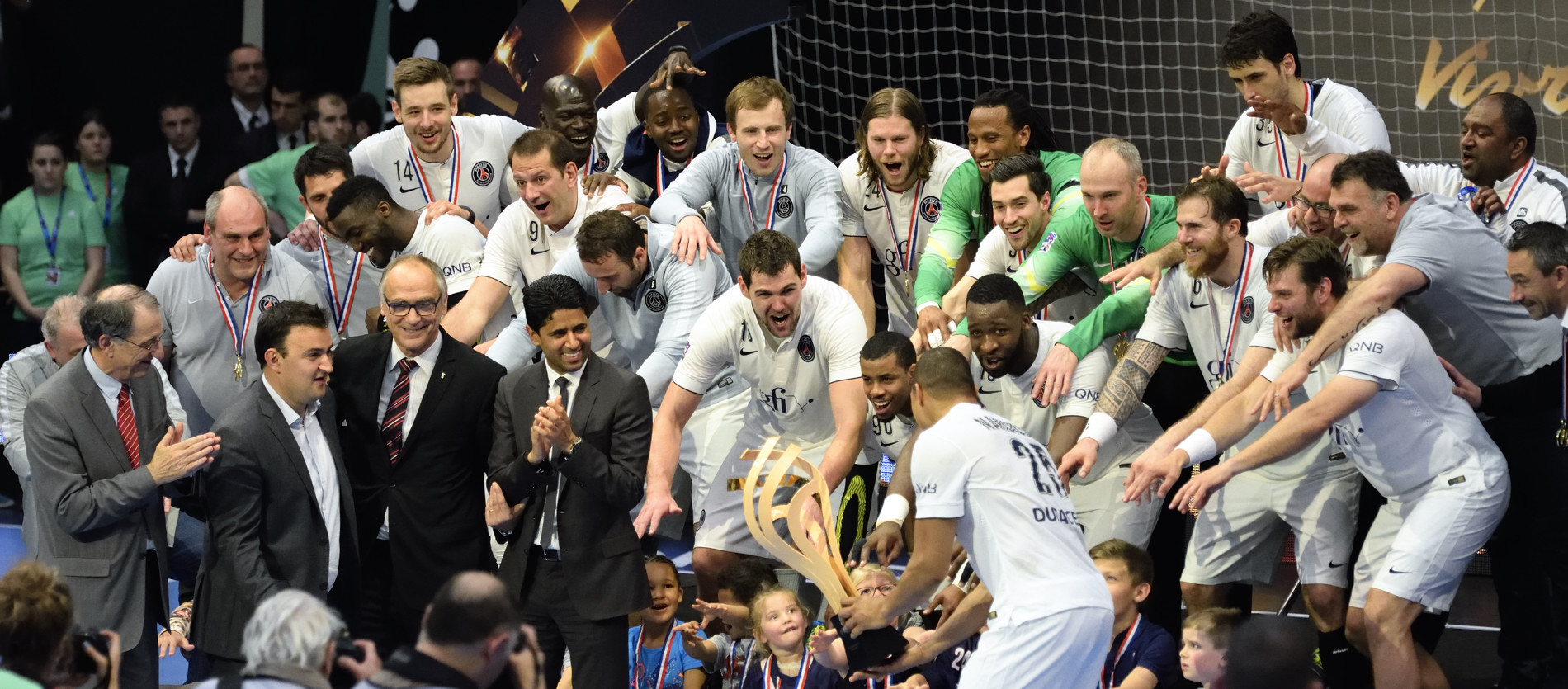
Final da Coupe de France masculine 2014

- Campeonato Francês de Handebol: 2013, 2015
- Copa da França de Handebol: 2007, 2014, 2015
- Supercopa da França de Handebol:2014, 2015

## Elenco Atual

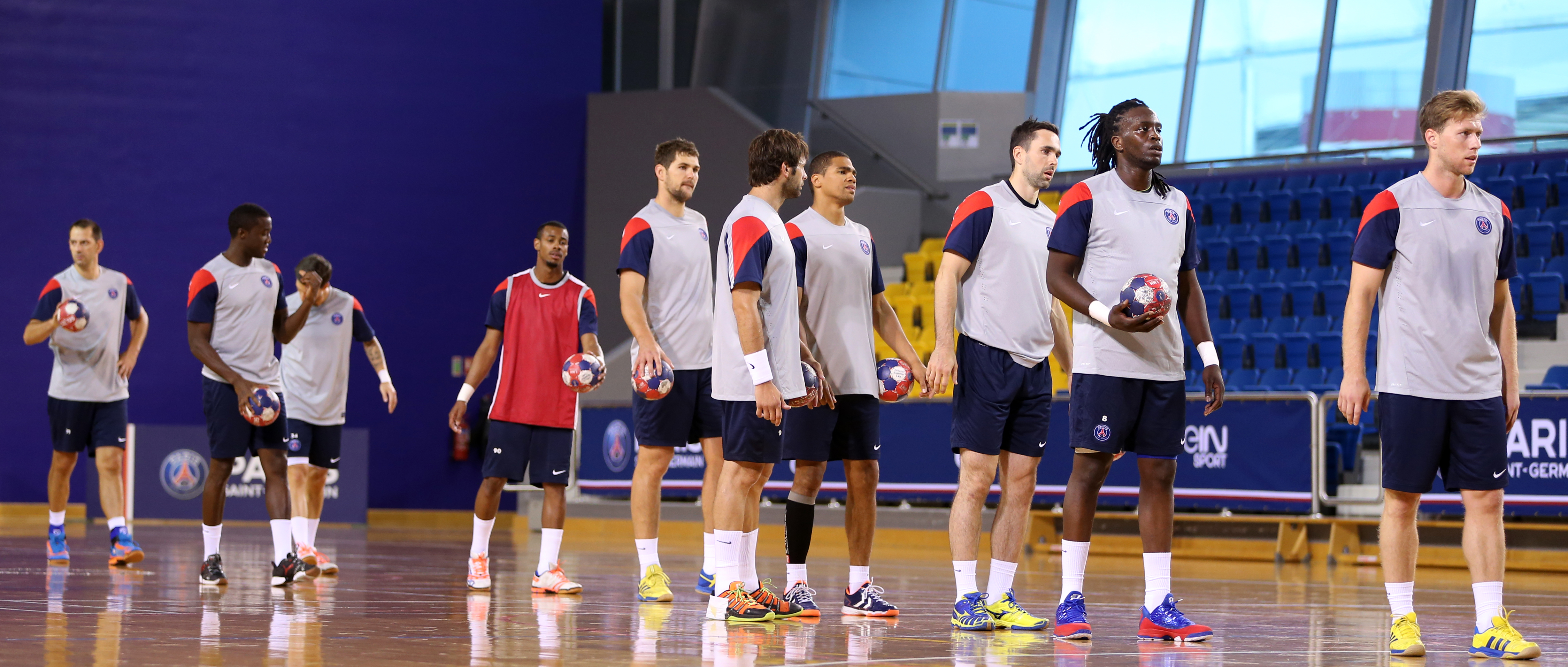
PSG Handball Team

Lista atualizada em 2015.
| Nr. | Nacionalidade | Nome               |
| --- | ------------- | ------------------ |
| 1   | França        | Patrice Annonay    |
| 16  | França        | Thierry Omeyer     |
| 4   | Montenegro    | Fahrudin Melic     |
| 5   | Dinamarca     | Henrik Mollgaard   |
| 6   | França        | William Accambray  |
| 9   | Croácia       | Igor Vori          |
| 14  | França        | Xavier Barachet    |
| 18  | Islândia      | Róbert Gunnarsson  |
| 19  | França        | Luc Abalo          |
| 22  | França        | Luka Karabatic     |
| 24  | Dinamarca     | Mikkel Hansen      |
| 25  | França        | Daniel Narcisse    |
| 33  | Ucrânia       | Sergiy Onufriyenko |
| 34  | França        | Samuel Honrubia    |
| 44  | França        | Nikola Karabatic   |
| 90  | França        | Jeffrey M'Tima     |

## Lista de treinadores
| Período             | Nome                                           |
| ------------------- | ---------------------------------------------- |
|                     | 1941–1990                                      |
| Patrice Canayer     | 1990–1994                                      |
| Risto Magdinčev     | 1985–1988                                      |
| Nicolas Cochery     | 1997 – Maio 2000                               |
| Boro Golić          | June 2000 – Dezembro 2003                      |
| Maxime Spincer      | De Janeiro a Junho 2004 Fevereiro a junho 2011 |
| Thierry Anti        | 2004–2008                                      |
| Olivier Girault     | 2008 – Fevereiro 2011                          |
| François Berthier   | 2011–2012                                      |
| Philippe Gardent    | 2012– Junho de 2015                            |
| Zvonimir Serdarusic | 2015-2018                                      |
| Raúl Gonzalez       | 2018-                                          |

## Jogadores Notáveis
| Período            | Nome        |
| ------------------ | ----------- |
| Jackson Richardson | 1989 - 1991 |
| Patrick Cazal      | 1989 - 1994 |
| Nenad Peruničić    | 1993 - 1994 |
| Cédric Sorhaindo   | 2004 -2009  |
| Luc Abalo          | 2012 -      |
| Mikkel Hansen      | 2012 -      |
| Daniel Narcisse    | 2013 -      |
| Thierry Omeyer     | 2014 -      |
| Luka Karabatic     | 2015 -      |
| Nikola Karabatic   | 2015 -      |